# Baikonur
Baikonur (kasachisch Байқоңыр/Baiqoñyr; russisch Байконур/Baikonur, bis 1995 Leninsk) ist eine Stadt im südlichen Kasachstan, etwa 200 Kilometer östlich des Nördlichen Aralsees am Nordufer des Flusses Syrdarja.
Weltweit bekannt ist die Stadt vor allem für das ca. 38 km nördlich befindliche Kosmodrom Baikonur, von dem aus seit 1957 sowjetische bzw. russische Weltraum-Missionen starten. Die Stadt Baikonur wird seit Ende 1994 von Russland gepachtet, steht unter russischer Verwaltung und bildet daher einen eigenständigen Distrikt (Байқоңыр қаласы/Baiqoñyr qalasy) innerhalb Kasachstans.

## Geschichte
1955 begann die Sowjetunion nahe der kleinen Siedlung Tjuratam den Bau eines Testgeländes für ihre ersten Interkontinentalraketen. Tjuratam lag für den Zweck recht verkehrsgünstig am Ufer des Flusses Syrdarja und an der Eisenbahnstrecke Moskau – Taschkent (Trans-Aral-Eisenbahn). Die Gründung erfolgte am 2. Februar 1955. Zu den maßgeblichen Konstrukteuren des Weltraumbahnhofs gehörten unter anderem die russischen Ingenieure Sergei Koroljow, Nikolai Piljugin und Wladimir Barmin.

### Namen und Tarnnamen
Die Bezeichnung des Testgeländes lautete „Forschungs- und Versuchsgelände # 5“, kurz NIIP-5. Den Namen Baikonur erhielt es zur Irreführung der Westmächte. Der Standort Tjuratam unterlag einerseits strengster Geheimhaltung, andererseits wollte die sowjetische Regierung sich ihrer Erfolge rühmen und nach Juri Gagarins Raumflug 1961 in den öffentlichen Bekanntgaben auch einen Ort der Raketenstarts nennen. So wurde dann Baikonur im Gebiet Karaganda, das keinen Bezug zum Weltraumprogramm hatte und etwa 320 km nordöstlich von Tjuratam liegt, als Standort des sowjetischen Weltraumbahnhofs genannt. Öffentliche Bezeichnung von NIIP-5 war fortan „Kosmodrom Baikonur“. Die geografischen Koordinaten der Stadt Baikonur im Gebiet Karaganda sind 47° 50′ N, 66° 3′ O.
Die Siedlung, die sich um das sowjetische Kosmodrom in Tjuratam rasch entwickelte, erhielt nach Namen wie Sarja, Swesdograd, Taschkent-90 und Leninski mit dem Stadtrecht 1966 schließlich den Namen Leninsk. Der Bahnhof heißt nach wie vor Tjuratam. Am 20. Dezember 1995 wurde Leninsk schließlich in Baikonur umbenannt. Offizielle Bezeichnung des Raumfahrtzentrums ist mittlerweile „5. Staatliches Versuchskosmodrom der Russischen Föderation“.

### 1957–1990

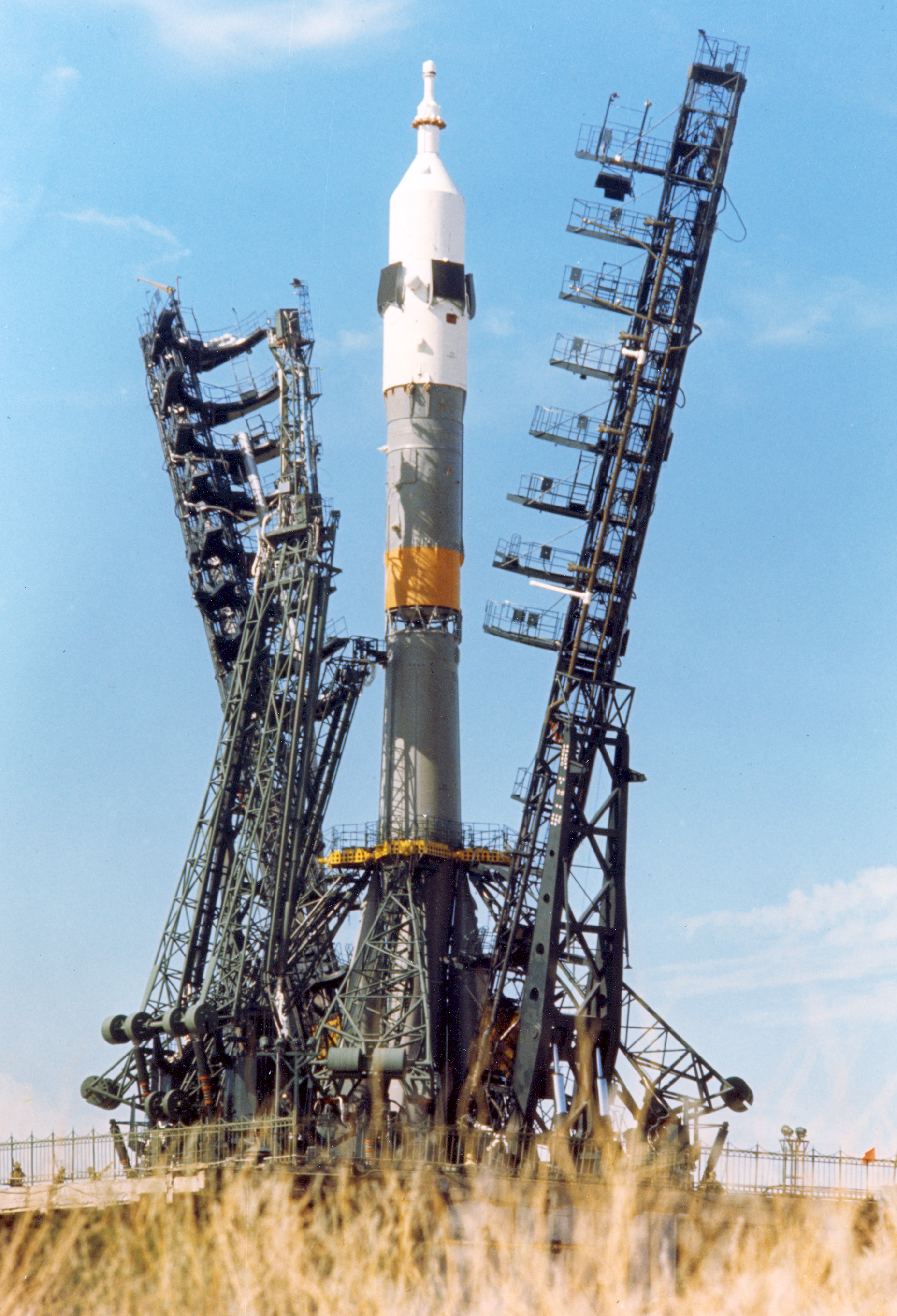
Sojus-Rakete mit Sojus-Raumschiff auf der Startrampe in Baikonur (15. Juli 1975)

Angetrieben vom Kalten Krieg wurde das Kosmodrom sehr schnell ausgebaut. Insbesondere Chruschtschow drängte auf immer neue und effektvolle Rekorde im prestigeträchtigen Wettlauf ins All. Sputnik 1, der erste künstliche Satellit im Weltraum (1957), Laika, das erste (irdische) Lebewesen im Weltraum (1957), Belka und Strelka, die ersten Lebewesen, die lebend wieder zurückkehrten (1960), Juri Gagarin, der erste Mensch im Weltraum (1961), Walentina Tereschkowa, die erste Frau im Weltraum (1963), Lunochod 1, das erste ferngesteuerte Mondfahrzeug (1970), Saljut 1, die erste Raumstation (1971) und Mir, die erste ständig bemannte Raumstation (1986) starteten alle von Baikonur.
Der enorme Zeitdruck führte allerdings auch zu zahlreichen Unfällen. So ereignete sich am 24. Oktober 1960 in Baikonur der schwerste Unfall der Geschichte der Raketentechnik, die Nedelin-Katastrophe. Die Explosion einer Interkontinentalrakete vom Typ R-16 bei den trotz offensichtlicher Mängel von Moskau angeordneten Startvorbereitungen kostete 126 Menschen das Leben, darunter auch Mitrofan Nedelin, Chef der strategischen Raketentruppen. Das Zentralkomitee der KPdSU ließ in einer kurzen Notiz daraufhin lediglich verlauten, Marschall Nedelin sei bei einem Flugzeugabsturz umgekommen. Die Katastrophe gelangte erst 1989 an die Öffentlichkeit, die offizielle Liste der Todesopfer wurde erst unter Präsident Jelzin freigegeben. Die Startvorbereitungen der nächsten R-16-Rakete wurden bereits am 4. Januar 1961 fortgesetzt.
Als erste Person aus dem Westen besuchte der französische Staatspräsident Charles de Gaulle am 20. Juni 1966 Baikonur. Dem ersten NASA-Team wurden am 28. April 1975 im Rahmen der gemeinsamen Sojus-Apollo-Docking-Mission Teile des Kosmodroms gezeigt. Bei solchen Besuchen versuchte die Sowjetunion, den militärischen Charakter des Geländes zu verschleiern. Alles militärische Personal, das in Sichtweite der ausländischen Besucher geraten konnte, erhielt die Anweisung, Zivilkleidung zu tragen.
Auch wenn Baikonur in der Welt vor allem für die bemannten Raumflüge bekannt wurde, lag der Hauptzweck der Einrichtung von Anfang an bis zum Zerfall der Sowjetunion 1991 im Test von flüssigkeitsgetriebenen Langstreckenraketen.
Mitte der 1980er Jahre hatte die verbotene Stadt Leninsk nach offiziellen Angaben 100.000 Einwohner, 356 Wohnblöcke, 9 Schulen, 31 Kindergärten, 18 Hotels, einen eigenen Fernsehsender, mehrere Kinos, ein Stadion, eine Getränkefabrik und zwei Betonwerke.

### 1991: Krise

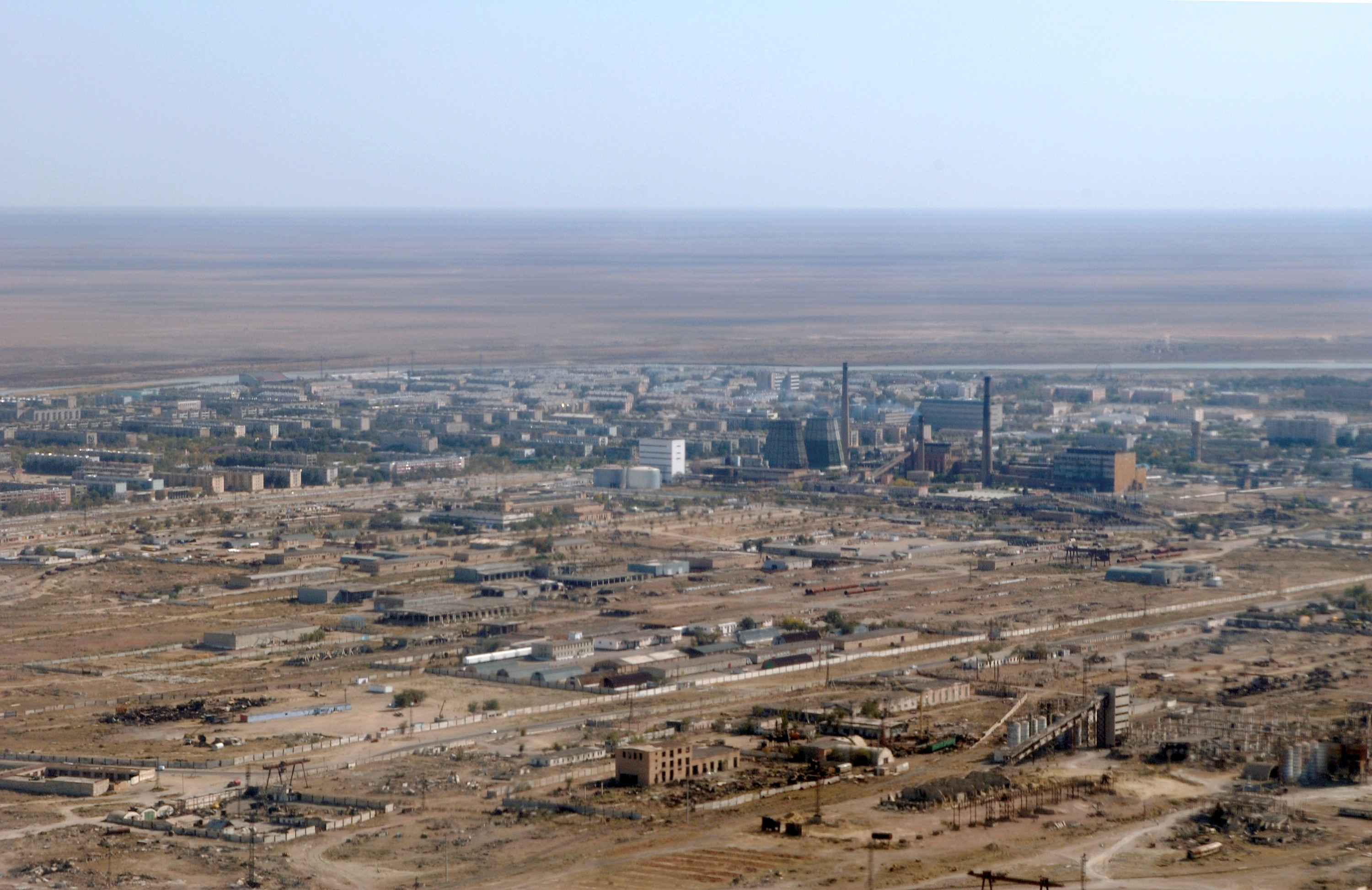
Blick auf die Stadt

Der Zerfall der Sowjetunion und die Unabhängigkeit Kasachstans 1991 stürzten Baikonur und Leninsk in eine schwere Krise. Das bei weitem wichtigste Kosmodrom der Sowjetunion befand sich nun auf kasachischem Staatsgebiet. Die Startplätze auf russischem Territorium waren nur beschränkt geeignet, Baikonur zu ersetzen. Zwar vereinbarten Kasachstan und Russland sehr früh eine Zusammenarbeit; wie diese jedoch konkret aussehen sollte, war Gegenstand langer Verhandlungen. Ohnehin angeschlagen von der schwierigen wirtschaftlichen Situation beider Staaten, drohte Baikonur unter der vertrackten Rechtslage zusammenzubrechen.
Gehälter und Renten wurden nicht mehr ausgezahlt. Wasser- und Energieversorgung brachen des Öfteren zusammen, Anwohner plünderten die Einrichtung, stahlen Autos, rissen Kabel aus technischen Anlagen, um sie als Wertmetall zu verkaufen. Im Januar 1992 war der Start eines Versorgungsschiffes zur Mir gefährdet, weil am Boden die unbezahlten Militärangestellten revoltierten. Etwa 40 % der Bevölkerung verließ die Gegend.
Nach offiziellen Angaben verließen 1993 die letzten Atomsprengköpfe Baikonur.
Am 28. März 1994 pachtete Russland schließlich für jährlich 115 Millionen Dollar das Gelände von Kasachstan. Im Dezember 1994 wurden letzte Details vereinbart und die Stadt Leninsk unter russische Verwaltung gestellt. Die Vertragslaufzeit betrug vorerst 20 Jahre, wurde am 9. Januar 2004 aber bis zum Jahr 2050 verlängert.

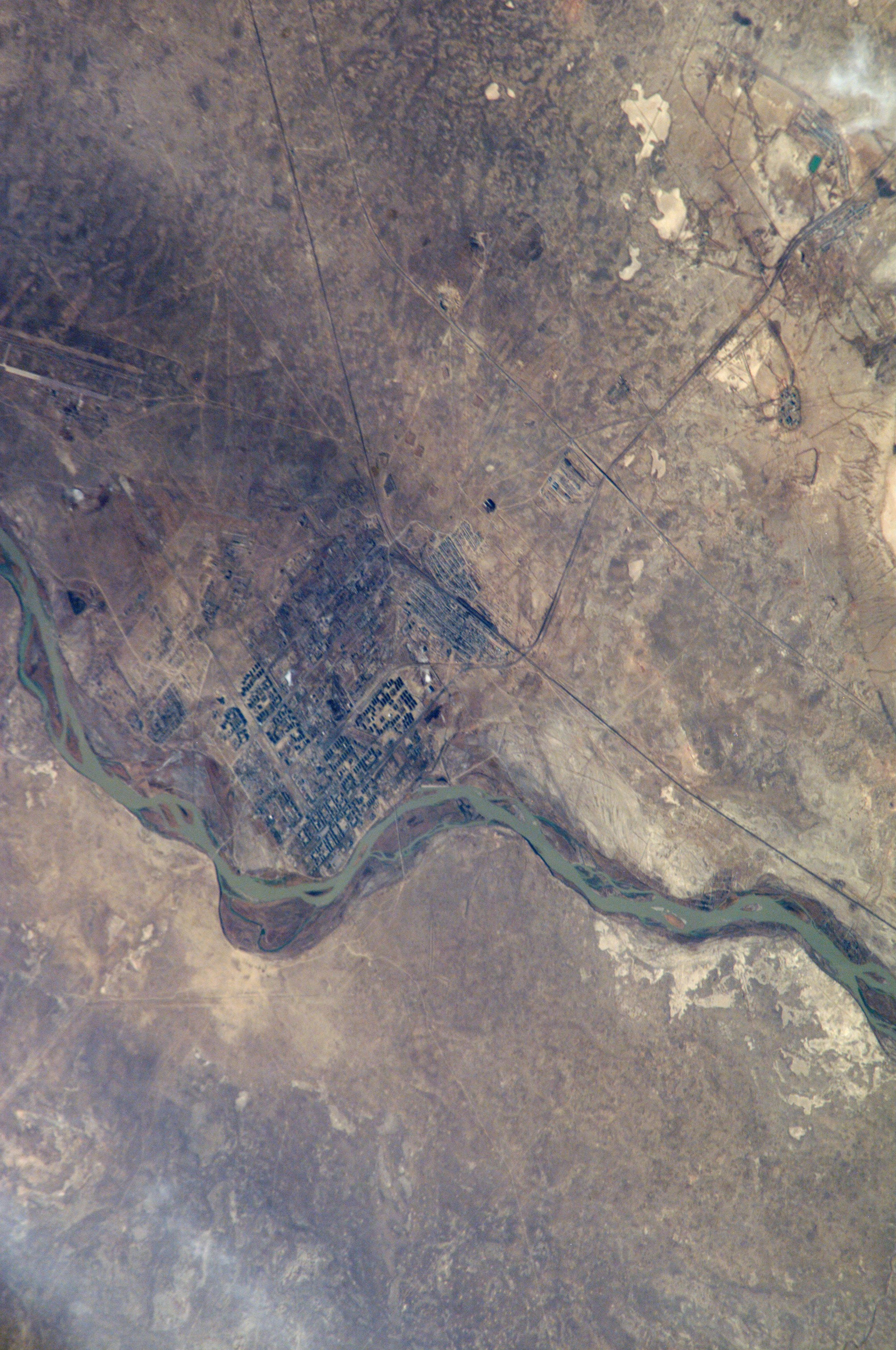
Satellitenaufnahme der Stadt Baikonur (2002)

### Russische Stadtverwaltung
Am 4. Januar 1995 trat die von den Präsidenten Kasachstans und Russlands ernannte russische Stadtverwaltung ihre Arbeit in der kasachischen Stadt an. Auf dem Gelände gilt seither sowohl russisches als auch kasachisches Recht, was zum Beispiel dazu führt, dass Kinder mit russischer Staatsangehörigkeit in der Schule etwas zu essen bekommen, Kinder mit kasachischer Staatsangehörigkeit hingegen nicht. Die Situation Baikonurs ist historisch und juristisch beispiellos. „Darüber werden noch viele Juristen ihre Doktorarbeiten schreiben“, sagte der Bürgermeister Baikonurs 2002.
1996 waren im Haushaltsplan der Russischen Föderation 761 Milliarden Rubel für Baikonur vorgesehen, von denen aufgrund finanzieller Probleme lediglich 296 Milliarden die Stadt erreichten.
Trotz der Schwierigkeiten ging es in Baikonur leicht aufwärts. Mit der Zunahme kommerzieller Aufträge und internationaler Zusammenarbeit wie zum Beispiel der Internationalen Raumstation ISS floss wieder Geld in die Stadt. Die Möglichkeit der Gewährung von Steuererleichterungen führte zur Scheinverlegung des Firmensitzes zahlreicher großer russischer Firmen, darunter Jukos und Lukoil, nach Baikonur. Die großen Steuerverluste veranlassten Russland, im Mai 2002 den Bürgermeister zu ersetzen und den Russen Aleksei Malkow, Ex-Gouverneur des Leningrader Oblast, mit der Stadtverwaltung zu beauftragen.
Baikonur hatte 2002 etwa 70.000 Einwohner, davon 70 % Kasachen.

## Kosmodrom Baikonur

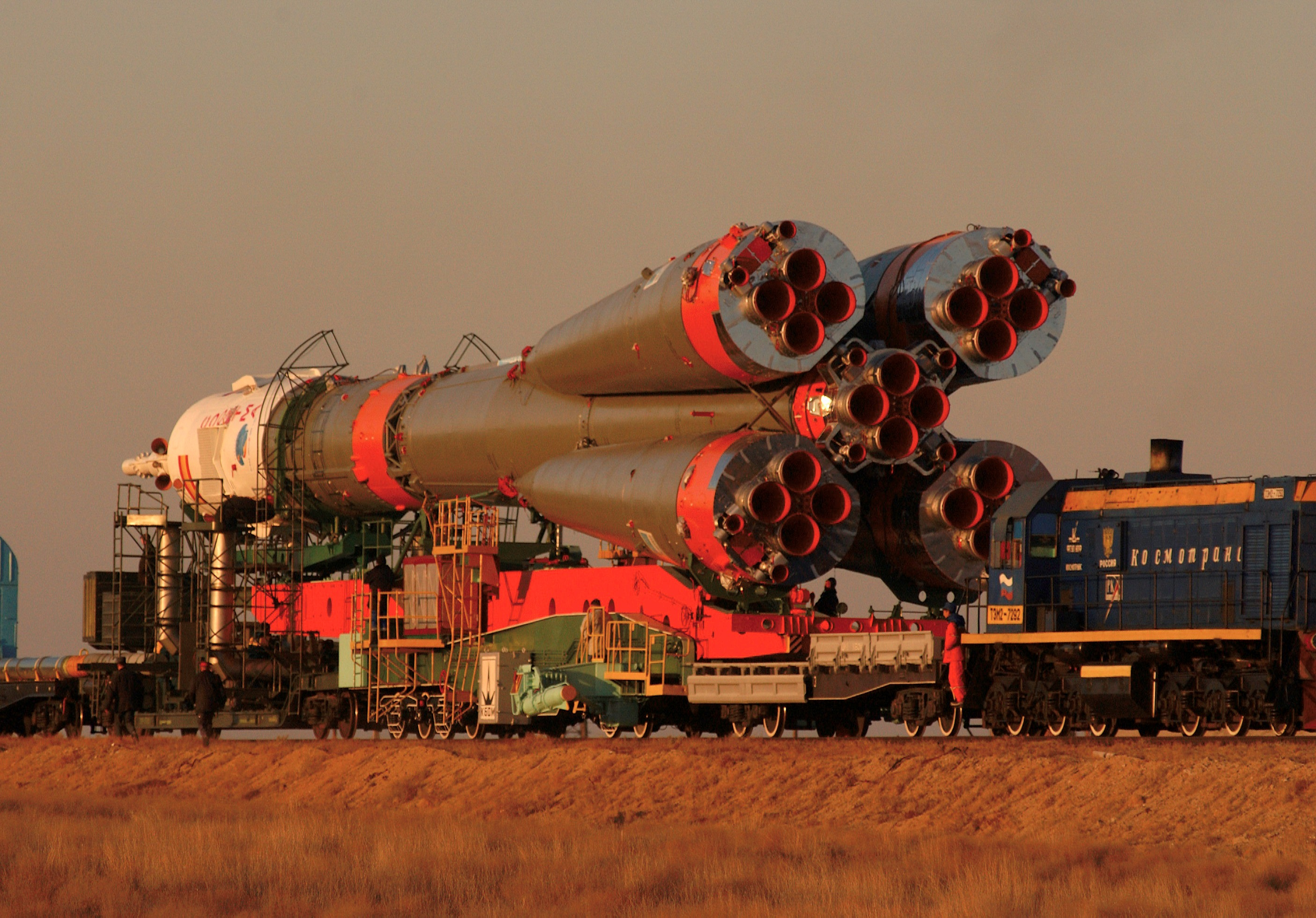
Sojus-Rakete mit Raumschiff Sojus TMA-3 wird zur Startrampe transportiert (16. Oktober 2003)

Baikonur ist der größte Raketenstartplatz der Welt. Nach offiziellen Angaben erstreckt sich das Kosmodrom Baikonur 2004 über eine Fläche von 6717 Quadratkilometern, 75 Kilometer von Norden nach Süden und 90 Kilometer von Westen nach Osten (siehe Weblinks). Hinzu kommen noch die Landegebiete.
Zur Bodeninfrastruktur gehören 9 Startkomplexe mit 15 Startvorrichtungen, 4 Abschusseinrichtungen zur Erforschung Interkontinentaler Langstreckenraketen, 11 Montage- und Versuchskomplexe, zwei Tankstellen, zwei Flugplätze, ein Messkomplex, ein 600-Megawatt-Wärmekraftwerk, 470 Kilometer Eisenbahngleise, 1281 Kilometer Straßen und 6610 Kilometer Elektroleitungen.
Mit dem Zerfall der UdSSR ging der Besitz an Kasachstan, Russland zahlt seitdem umgerechnet etwa 200 Mio. Euro jährlich an Pacht, um die Stätte weiter nutzen zu können. Mit dem Kosmodrom Wostotschny entstand deshalb ein neuer Weltraumbahnhof in der Region Amur im fernen Osten Russlands. Er ist seit 2016 in Betrieb, wird jedoch wenig genutzt. Es starten weiterhin etwa 70 % aller russischen Raumfahrtmissionen von Baikonur und die übrigen größtenteils vom Kosmodrom Plessezk im Nordwesten.